# Saint-Just (Lyon)

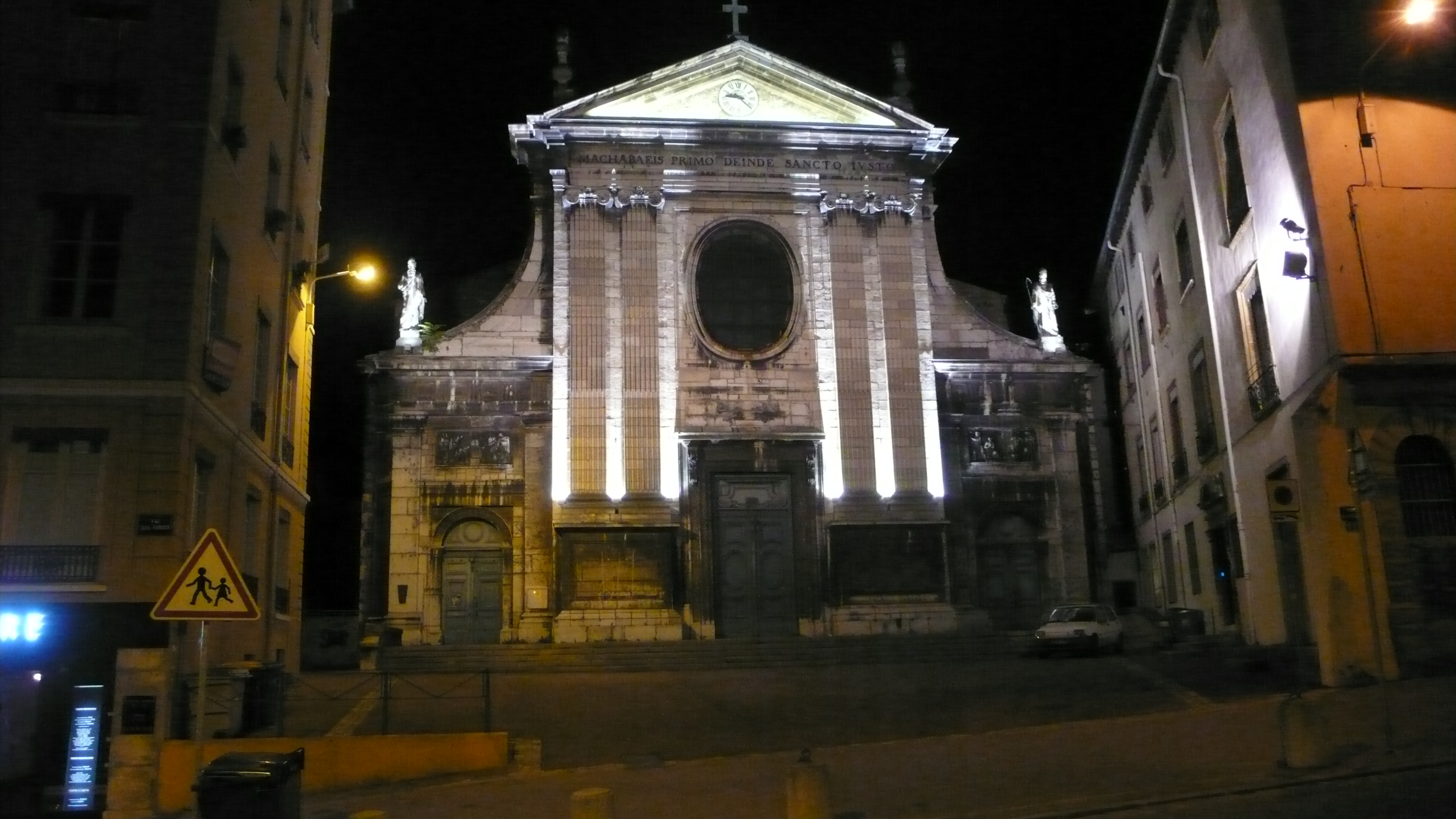
Église Saint-Just Lyon Façade

Das Viertel von Saint-Just (Einheimische sagen Saint Ju) liegt im 5. Arrondissement von Lyon am Hügel des Fourvière.

## Lage des Viertels
Saint-Just ist entlang der Straße Trion gebaut und erstreckt sich vom Platz Trion im Westen bis zum Platz Minimes im Osten.
- Im Norden ewrreicht man das Viertel Gorge de Loup über die Straße Pierre Audry und im Nordwesten das Viertel Point du Jour über den Aufgang Favorite.
- Im Westen kommt man aus dem Viertel Saint-Irénée über die Straßen Saint-Alexandre oder Macchabées.
- Im Osten liegt der Fourvière.
- Im Südwesten führen viele Straßen zum Aufstieg von Choulans in Richtung Saint-Georges und weiter nach Perrache.
- Im Südosten führt der Montée du Gourguillon[2] nach Vieux Lyon.

Die Verkehrsanbindung des Viertels erfolgt durch die Buslinien Saint-Just, Trion und Saint-Alexandre (C20, C21 55, 66 und 90), ferner durch die Standseilbahn Saint-Just und Minimes - Théâtres Romains.

## Geschichte
Das Viertel ist auf einen „Pass“ gebaut zwischen den Hügeln von Fourvière und Saint-Irénée. Hier ist somit der Zugang zur westlichen Hochebene von Lyon. Während der römischen Epoche war der Ort noch ein Feld; jedoch wurden hier schon eine Arena (Zirkus) (mit Stufen aus Grassoden) und Mausoleen errichtet. Im Mittelalter lag der Ort zwischen der Stadtmauer von Lyon und der des Kapitels von Saint-Irénée, das örtliche Baronat. Im Ort stand die Kirche Saint-Just, Grabeskirche des hl. Justus und weiterer früher Bischöfe von Lyon, bei der auch einige Päpste (unter ihnen Coelestin V.) wohnten.
Heute ist das Viertel Saint-Just ein reines Wohnviertel. Man kann noch die Reste der (zerstörten) Kirche von Saint-Just besichtigen und die Kirche der Makkabäer. Die Schüler des Lycée Saint-Just, des Collège Jean-Moulin und der CPE Lyon gehören zum Erscheinungsbild des Viertels.